# Homidiana tangens
Homidiana tangens är en fjärilsart som beskrevs av Embrik Strand 1911. Homidiana tangens ingår i släktet Homidiana och familjen Sematuridae. Inga underarter finns listade i Catalogue of Life.